# Club Baloncesto Miraflores
Il Club Baloncesto Miraflores o HeredaSan Pablo Burgos è una squadra professionistica di pallacanestro della città di Burgos, situata nella comunità autonoma di Castiglia e León, Spagna, e che gioca nella Liga LEB Oro

## Storia
Il Club Baloncesto Miraflores è nato nel 2015 dalle ceneri del Tizona Burgos. Nel 2017 ottiene la promozione in Liga ACB.
Nel 2020 si consacra per la prima volta nella sua storia campione della Basketball Champions League, diventando così la seconda squadra spagnola a conquistare la competizione.

## Palmarès

### Competizioni internazionali
- Basketball Champions League: 2

2019-2020, 2020-2021
- Coppa Intercontinentale: 1

2021
- Primera FEB: 1

2024-2025
- Coppa di Spagna: 1

2024-2025

## Roster 2021-2022
Aggiornato al 7 dicembre 2021.
|    | Naz.                                                     | Ruolo | Sportivo          | Anno | Alt. | Peso | Note |
| -- | -------------------------------------------------------- | ----- | ----------------- | ---- | ---- | ---- | ---- |
| 1  | Serbia (bandiera) · Canada (bandiera)                    | C     | Dejan Kravić      | 1990 | 213  | 109  |      |
| 2  | Regno Unito (bandiera) · Spagna (bandiera)               | G     | Kareem Queeley    | 2001 | 193  | 92   |      |
| 3  | Estonia (bandiera)                                       | PG    | Kristian Kullamäe | 1999 | 194  | 80   |      |
| 6  | Slovenia (bandiera)                                      | P     | Aleksej Nikolić   | 1995 | 191  | 92   |      |
| 7  | Bielorussia (bandiera)                                   | AG    | Maksim Salaš      | 1995 | 206  | 100  |      |
| 8  | Brasile (bandiera) · Italia (bandiera)                   | G     | Vítor Benite      | 1990 | 194  | 88   |      |
| 10 | Argentina (bandiera)                                     | P     | Gonzalo Corbalán  | 2002 | 193  | 88   |      |
| 11 | Spagna (bandiera)                                        | AP    | Dani Díez         | 1993 | 201  | 96   |      |
| 22 | Spagna (bandiera)                                        | AP    | Xavi Rabaseda     | 1989 | 196  | 93   |      |
| 25 | Stati Uniti (bandiera)                                   | G     | Tyrus McGee       | 1991 | 188  | 90   |      |
| 27 | Spagna (bandiera)                                        | G     | Marc García       | 1997 | 197  | 82   |      |
| 32 | Stati Uniti (bandiera) · Bosnia ed Erzegovina (bandiera) | P     | Alex Renfroe      | 1986 | 191  | 77   |      |
| 45 | Stati Uniti (bandiera)                                   | C     | Julian Gamble     | 1989 | 208  | 113  |      |
|    | Stati Uniti (bandiera)                                   | A     | Hayden Dalton     | 1996 | 203  | 88   |      |

### Staff tecnico
| Allenatore: | Paco Olmos                   |
| Assistenti: | Fran Hernández, Félix Alonso |

## Allenatori
- 2015-2019  Diego Epifanio
- 2019-2021  Joan Peñarroya
- 2021-  Žan Tabak